# Patricia Foufoué Ziga
Patricia Foufoué Ziga, née le 8 mars 1972, est une athlète ivoirienne.

## Biographie
Patricia Foufoué Ziga remporte la médaille de bronze du relais 4 x 100 mètres aux championnats d'Afrique d'athlétisme 1985 au Caire et la médaille d'argent dans cette même épreuve aux championnats d'Afrique d'athlétisme 1988 à Annaba. Elle dispute ensuite le 100 mètres et le relais 4 x 100 mètres aux Jeux olympiques d'été de 1992 à Barcelone, sans atteindre de finale. Elle remporte la médaille d'argent du  relais 4 x 400 mètres aux Jeux de la Francophonie 1994 à Bondoufle.

### Palmarès
| Date | Compétition                    | Lieu      | Résultat | Épreuve   | Performance   |
| ---- | ------------------------------ | --------- | -------- | --------- | ------------- |
| 1985 | Championnats d'Afrique         | Le Caire  | 3e       | 4 x 100 m | 46 s 98       |
| 1988 | Championnats d'Afrique         | Annaba    | 2e       | 4 x 100 m | 45 s 59       |
| 1993 | Championnats du monde en salle | Toronto   | 6e       | 60 m      | 7 s 26        |
| 1994 | Jeux de la Francophonie        | Bondoufle | 2e       | 4 x 400 m | 3 min 41 s 48 |

### Records
| Épreuve | Épreuve   | Performance | Lieu              | Date            |
| ------- | --------- | ----------- | ----------------- | --------------- |
| 100 m   | Plein air | 11 s 77     | Barcelone         | 31 juillet 1992 |
| 200 m   | Plein air | 24 s 25     | Villeneuve-d'Ascq | 13 juillet 1997 |
| 60 m    | En salle  | 7 s 23      | Liévin            | 28 février 1993 |